# Friedhof (Affaltrach)

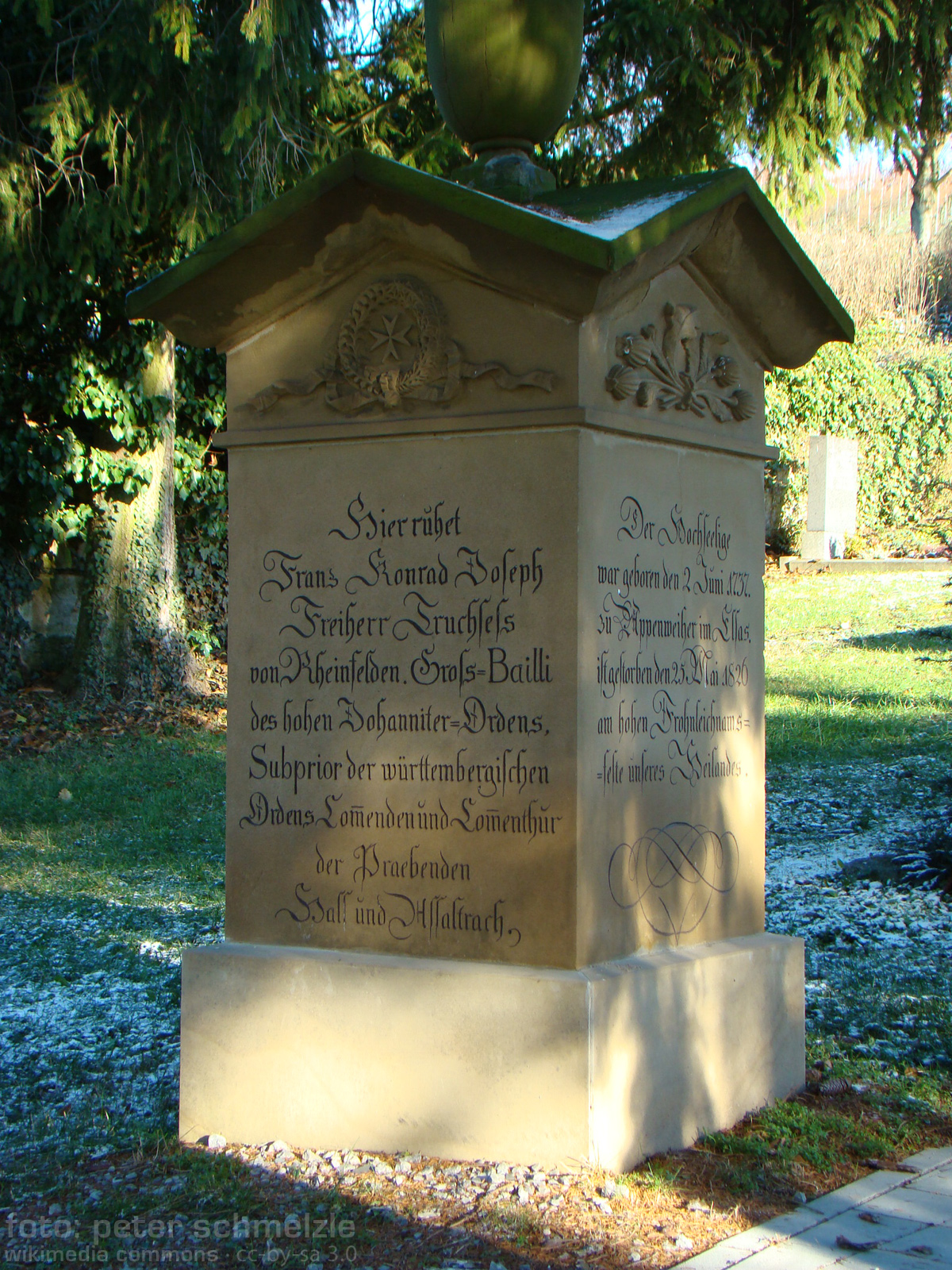
Grabmal von Franz Konrad Joseph Truchsess von Rheinfelden auf dem Friedhof von Affaltrach

Der Friedhof in Affaltrach, einem Ortsteil der Gemeinde Obersulm im Landkreis Heilbronn im nördlichen Baden-Württemberg, wurde 1819 angelegt und seit 1960 mehrfach erweitert.

## Geschichte
Der ursprüngliche Affaltracher Friedhof befand sich bei der Johanneskirche und war in Abteilungen für Evangelische und Katholiken unterteilt. Der kleinere Teil des Kirchhofs zwischen Kirche und altem katholischen Pfarrhaus war den zahlenmäßig geringeren Katholiken vorbehalten, die evangelische Gemeinde nutzte den Teil zwischen evangelischem Pfarrhaus und Kirche. Auf dem alten Friedhof befand sich einst noch ein Beinhaus.
Der heutige Friedhof wurde 1819 außerhalb des Ortes angelegt. Er wurde mit einem Zaun eingefasst und durch ein Tor verschlossen. Dem Proporz der Konfessionen am Ort angemessen waren drei Viertel des Friedhofs für evangelische Bestattungen und ein Viertel für katholische Bestattungen vorgesehen. Die Gräber der unterschiedlichen Konfessionen waren durch einen breiten Weg voneinander getrennt. Die Friedhofsordnung sah vor, dass mit den Bestattungen beim Tor begonnen und die Trennung nach Konfessionen so lange beibehalten werden solle, bis in einem der Friedhofsteile der Platz erschöpft sei. An dieser Ordnung wurde im Wesentlichen bis zur ersten Erweiterung des Friedhofs 1960 festgehalten. Im selben Jahr wurde auch eine Leichenhalle errichtet.